# エア・ベルギー
エア・ベルギー (Air Belgium)は、ベルギーの貨物輸送会社。かつては旅客輸送も行っていた。

## 概要
2016年の夏、元ASL航空ベルギーのニキー・テルザキスがベルギーから中国や香港への路線を運航するために設立された。運航は2017年10月に開始される予定だったが、航空運送事業許可(AOC)を取得してないため運航はできなかった。2017年12月にはアクセスが容易で税も安いことから、ブリュッセル空港に代わりシャルルロワ空港から2018年3月に初便を就航させることを発表した。
2018年3月14日にAOCを取得、運航を開始すると発表した。3月29日にはスリナム・エアウェイズに代わりアムステルダム～パラマリボ行きを運航した。4月25日、ロシア領空での運航権がないため、自社便であるシャルルロワ～香港便の運航開始を4月30日から6月3日に延期することを発表した。2018年6月に香港便を運航開始したものの、わずか3か月後の9月21日に冬季運休を発表。
2021年1月30日に元カタール航空機のエアバスA330-200Fを4機導入、同機を使用しリエージュ空港を拠点とした貨物便の運用を行うことを発表した。さらに7月にはエアバスA330-900を2機導入することを発表、同機を使用しブリュッセル～モーリシャス線を運行すると発表した。
2023年10月3日にすべての旅客定期便を終了、保有している旅客型機は他の航空会社が運航することとなった。

## 機材

### 現在の保有機材
| 機材                  | 運用数 | 発注数 | 座席数 | 座席数 | 座席数 | 座席数 | 備考                             |
| 機材                  | 運用数 | 発注数 | C      | W      | Y      | 合計   | 備考                             |
| --------------------- | ------ | ------ | ------ | ------ | ------ | ------ | -------------------------------- |
| エアバスA330-200      | 2      | -      | 22     | -      | 240    | 262    |                                  |
| エアバスA330-900      | 2      | -      | 30     | 21     | 235    | 286    | 2機ともLOTポーランド航空へリース |
| 貨物用機材            |        |        |        |        |        |        |                                  |
| エアバスA330-200P2F   | 3      | -      | 貨物   | 貨物   | 貨物   | 貨物   | 宏遠グループ向けに運航           |
| ボーイング747-8F      | 2      | -      | 貨物   | 貨物   | 貨物   | 貨物   | 宏遠グループ向けに運航           |
| ボーイング777-300BDSF | -      | 11     | 貨物   | 貨物   | 貨物   | 貨物   | 宏遠グループ向けに運航           |
| 計                    | 9      | 11     |        |        |        |        |                                  |

### 過去の保有機材
- エアバスA340-300

### ギャラリー

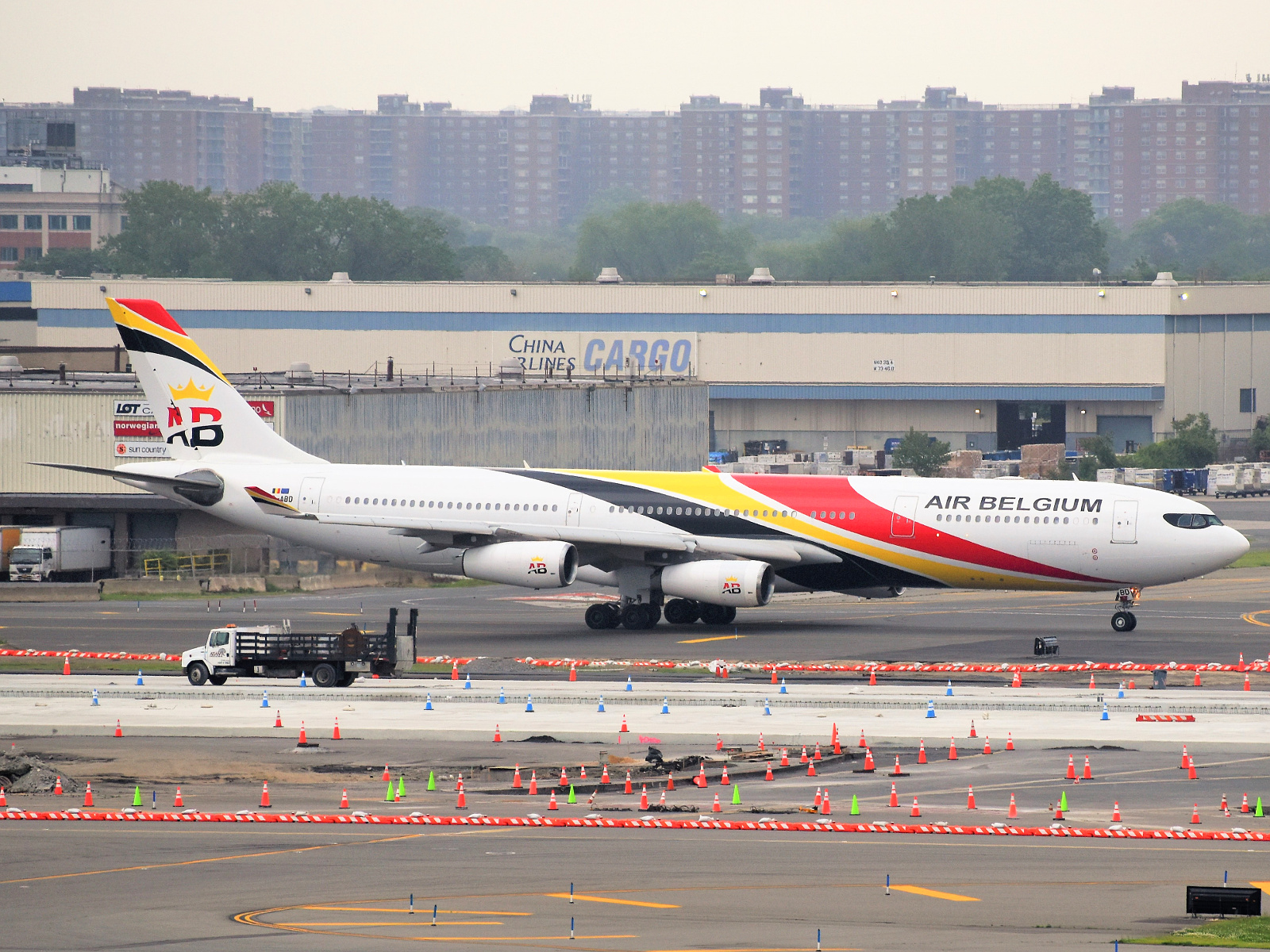
エアバスA340-300